# Herur, Kunigal
Herur là một làng thuộc tehsil Kunigal, huyện Tumkur, bang Karnataka, Ấn Độ.